# Campeonato de España de Ciclismo en Ruta 1981
El LXXX Campeonato de España de Ciclismo en Ruta se disputó en Guijuelo (Provincia de Salamanca) el 21 de junio de 1981 sobre 215 kilómetros de recorrido. Pese a que había 79 preinscritos, participaron 77 corredores de los que solamente 30 terminaron el recorrido.
Tras algo más de cinco horas de carrera, Eulalio García se impuso al sprint a Enrique Martínez Heredia, plata, y a Juan Fernández, bronce; consiguiendo así su primer y único maillot rojigualda.

## Clasificación
| \| 1. \| \| Eulalio García \| Teka \| 5h 34' 10" \| \| 2. \| \| Enrique Martínez Heredia \| Colchón CR \| m.t. \| \| 3. \| \| Juan Fernández \| Kelme \| m.t. \| \| 4. \| \| Jesús Suárez Cueva \| Kelme \| m.t. \| \| 5. \| \| José Luis Laguía \| Reynolds-Galli \| m.t. \| \| 6. \| \| Ignacio Fandos \| Colchón CR \| m.t. \| \| 7. \| \| Manuel Esparza \| Teka \| m.t. \| \| 8. \| \| Alberto Fernández \| Teka \| m.t. \| \| 9. \| \| Miguel Mari Lasa \| Zor-Helios-Novostil \| m.t. \| \| 10. \| \| Marino Lejarreta \| Teka \| m.t. \| |  |                          |                     |            |
| 1. |  | Eulalio García           | Teka                | 5h 34' 10" |
| 2. |  | Enrique Martínez Heredia | Colchón CR          | m.t.       |
| 3. |  | Juan Fernández           | Kelme               | m.t.       |
| 4. |  | Jesús Suárez Cueva       | Kelme               | m.t.       |
| 5. |  | José Luis Laguía         | Reynolds-Galli      | m.t.       |
| 6. |  | Ignacio Fandos           | Colchón CR          | m.t.       |
| 7. |  | Manuel Esparza           | Teka                | m.t.       |
| 8. |  | Alberto Fernández        | Teka                | m.t.       |
| 9. |  | Miguel Mari Lasa         | Zor-Helios-Novostil | m.t.       |
| 10. |  | Marino Lejarreta         | Teka                | m.t.       |